# Macrozamia johnsonii
Macrozamia johnsonii là một loài thực vật hạt trần trong họ Zamiaceae. Loài này được D.L.Jones & K.D.Hill mô tả khoa học đầu tiên năm 1992.